# 皆川博恵
皆川 博恵（みながわ ひろえ、1987年8月19日 - ）は、京都府出身のレスリング選手。階級は72kg級と75kg級。身長162cm。旧姓は鈴木。

## 来歴
宇治教室でレスリングを始めた。東宇治中学から立命館宇治高校へ進むと、ジャパンクイーンズカップやジュニアオリンピックカデットの部65kg級で優勝した。
立命館大学へ進むと、全日本学生選手権の72kg級で2連覇した。大学を卒業後はクリナップの所属となるが、元世界チャンピオンの浜口京子を破ることができずに、2012年のロンドンオリンピック代表にはなれなかった。一方、全日本選抜選手権で初優勝して世界選手権に出場するも11位に終わった。2013年の世界選手権では9位だった。2014年からは75kg級になると、FILAゴールデングランプリで優勝するものの、世界選手権では7位にとどまった。2015年には国別団体戦のワールドカップで優勝したが、世界選手権には膝のケガで出場できなかった。それが影響して、2016年のリオデジャネイロオリンピック代表に選ばれず、引退も考えたが思いとどまった。
2017年には全日本選抜選手権で6連覇して世界選手権に出場すると、準々決勝で優勝したトルコのヤセミン・アダルに敗れるも、その後の3位決定戦でエストニアのエップ・マエを破って3位となり、30歳にして世界選手権で初のメダルを獲得した。全日本レスリング選手権大会では76㎏級で優勝した。その後に結婚して皆川姓になると、2018年のアジア選手権では2位だった。全日本選抜選手権で優勝して世界選手権代表に選ばれた。アジア大会では決勝で中国の周倩に敗れて2位だった。皆川が敗れたことで日本女子は女子レスリングが2002年にアジア大会で採用されて以来、初めて金メダルを1つも取れずに終わった。世界選手権では2年連続で3位になった。全日本レスリング選手権大会では優勝した。
2019年のアジア選手権では決勝で地元中国のパ・リハに敗れて2位だった。全日本選抜選手権では決勝で鏡優翔を破って世界選手権代表に選ばれた。9月の世界選手権では決勝進出を決めて、規定により2020年東京オリンピック代表権を獲得した。決勝では元世界チャンピオンであるアメリカのアデリン・グレイに2－4で敗れた。成田で開催されたワールドカップでは2敗しながらもチームは優勝した。
2020年のアジア選手権では優勝を飾った。
2021年8月の東京オリンピックでは3位決定戦で中国の周倩に敗れメダルに届かなかった。

## 主な戦績
- 2002年 - 全国中学生選手権　優勝（62kg級）
- 2002年 - 全国中学女子選手権　優勝（60kg級）
- 2003年 - ジャパンクイーンズカップ　カデットの部 優勝（65kg級）
- 2003年 - 全国高校女子選手権 優勝（63kg級）
- 2004年 - ジャパンクイーンズカップ　カデットの部 優勝（65kg級）
- 2004年 - ジュニアオリンピック カデットの部 優勝（65kg級）
- 2005年 - 全日本レスリング選手権大会　3位（67kg級）

72kg級での戦績
- 2007年 - ジュニアオリンピック ジュニアの部 優勝
- 2007年 - 全日本レスリング選手権大会　3位
- 2008年 - 全日本学生選手権　優勝
- 2008年 - 全日本レスリング選手権大会　3位
- 2009年 - 全日本学生選手権　優勝
- 2009年 - 全日本レスリング選手権大会　3位
- 2010年 - 全日本選抜選手権　2位
- 2010年 - 全日本レスリング選手権大会　2位
- 2011年 - サンキスト国際大会　優勝
- 2011年 - 全日本レスリング選手権大会　3位
- 2012年 - 全日本選抜選手権　優勝
- 2012年 - 世界選手権　11位
- 2012年 - NYACホリデー国際大会　優勝
- 2012年 - 全日本レスリング選手権大会　優勝
- 2013年 - ワールドカップ　3位
- 2013年 - アジア選手権　優勝
- 2013年 - 全日本選抜選手権　優勝
- 2013年 - 世界選手権　9位
- 2013年 - NYACホリデー国際大会　優勝
- 2013年 - FILAゴールデングランプリ　2位
- 2013年 - 全日本レスリング選手権大会　3位

75kg級での戦績
- 2014年 - モンゴルオープン　優勝
- 2014年 - アジア選手権　3位
- 2014年 - 全日本選抜選手権　優勝
- 2014年 - FILAゴールデングランプリ　優勝
- 2014年 - 世界選手権　7位
- 2014年 - 全日本レスリング選手権大会　優勝
- 2015年 - ワールドカップ　優勝
- 2015年 - アジア選手権　優勝
- 2015年 - 全日本選抜選手権　優勝
- 2016年 - 全日本選抜選手権　優勝
- 2016年 - 全日本レスリング選手権大会　優勝
- 2017年 - 全日本選抜選手権　優勝
- 2017年 - 世界選手権　3位

76kg級での戦績
- 2017年 - 全日本レスリング選手権大会　優勝
- 2018年 - アジア選手権　2位
- 2018年 - ワールドカップ 優勝
- 2018年 -　全日本選抜選手権　優勝
- 2018年 -　アジア大会　2位
- 2018年 - 世界選手権　3位
- 2018年 - 全日本レスリング選手権大会　優勝
- 2019年 -　アジア選手権　2位
- 2019年 - 全日本選抜選手権　優勝
- 2019年 -　世界選手権　2位
- 2019年 - ワールドカップ 優勝
- 2020年 -　アジア選手権　優勝
- 2021年 -　東京オリンピック　5位

(出典)